# Павловка (Чистоозерний район)
Павловка (рос. Павловка) — село у Чистоозерному районі Новосибірської області Російської Федерації.
Входить до складу муніципального утворення Павловська сільрада. Населення становить 448 осіб (2010).

## Історія
Згідно із законом від 2 червня 2004 року органом місцевого самоврядування є Павловська сільрада.

## Населення
| 2002 | 2007 | 2010 |
| ---- | ---- | ---- |
| 637  | ↘578 | ↘448 |